# نترات ثنائي أمونيوم سيريوم رباعي
 نترات ثنائي أمونيوم سيريوم رباعي مركب كيميائي له الصيغة H8N8CeO18 ،والتي يمكن كتابتها على الشكل NH4)2Ce(NO3)6، ويكون على شكل بلورات حمراء برتقالية .

Hexanitratocerate anion